# بهمن محمدیاری
بهمن محمدیاری (زادهٔ ۱۳۴۱ در ماسال) نمایندهٔ حوزهٔ انتخابیهٔ تالش، رضوان‌شهر و ماسال در دورهٔ پنجم مجلس شورای اسلامی بوده‌است. وی پیش‌تر در دورهٔ هفتم نیز عضو این مجلس بود. وی در شش دوره حضور به‌عنوان کاندیدا ۳ بار به‌عنوان نماینده و ۳ بار دیگر به‌عنوان نفر دوم انتخاب شد.